# تاكاكو تيزوكا
تاكاكو تيزوكا (手塚 貴子) (6 نوفمبر 1970 في أوتسونوميا في اليابان – )؛ هي لاعبة كرة قدم كانت تلعب كمهاجم. ولعبت مع منتخب اليابان لكرة القدم للسيدات.

## وصلات خارجية
- تاكاكو تيزوكا على موقع الاتحاد الدولي (مؤرشف)  (الإنجليزية)
- تاكاكو تيزوكا على موقع Soccerway.com (الإنجليزية)
- تاكاكو تيزوكا على موقع عالم كرة القدم.نت (الإنجليزية)